# Bobonong
Bobonong is een dorp in het district Central in Botswana. De plaats telt 19389 inwoners (2011).